# Vasilij Gontjarov
Vasilij Michajlovitj Gontjarov (russisk: Василий Михайлович Гончаров) (1861, Russiske Kejserrige – 23. august 1915) var en russisk filminstruktør.

## Filmografi
- Drama i Moskva (Драма в Москве, 1906)
- Mazepa (Мазепа, 1909)
- Russisk bryllup i det 16. århundrede (Русская свадьба XVI столетия, 1909)
- Ivan den Grusommes død (Смерть Иоанна Грозного, 1909)
- Sang om købmanden Kalasjnikov (Песнь про купца Калашникова, 1909)
- Pjotr Velikij (Пётр Великий, 1910)
- Rusalka (Русалка, 1910)[1]
- Eugen Onegin (Евгений Онегин, 1911)
- Forsvar af Sevastopol (Оборона Севастополя, 1911)[2]
- 1812 (1812 год, 1912)